# Elise Lavater
Elise Lavater (Zürich, 2 december 1820 - aldaar, 7 februari 1901) was een Zwitserse pianiste en componiste.

## Biografie
Elise Lavater was een dochter van Diethelm Heinrich Lavater, een farmaceut en antiquair, en van Maria Christine Elisabetha Bähler. In 1841 huwde ze Alfred Emil Schaffter, waarvan ze scheidde in 1846. Tot 1892 was ze in Zürich actief als pianolerares, en nadien in de Zürichse buitenwijk Höngg. Ze componeerde daarnaast verschillende koorwerken en ook de marche solennelle voor de eerste Zwitserse nationale tentoonstelling in 1883, waarin patriottische melodieën werden opgenomen.